# Something to Remember
Something to Remember är ett samlingsalbum av den amerikanska popartisten Madonna, utgivet den 7 november 1995 på Maverick Records. Albumet utkom efter en kontroversiell period i Madonnas karriär då många kritiker spekulerade om att Madonnas karriär var på väg utför. Som svar på detta presenterade Madonna denna samlingsskiva, som till stor del utgörs av ballader. På albumet finns en nyversion av "Love Don't Live Here Anymore" samt tre nya låtar: "You'll See", "One More Chance" och en cover på Marvin Gayes "I Want You".

## Låtlista
1. "I Want You"
2. "I'll Remember"
3. "Take a Bow"
4. "You'll See"
5. "Crazy for You"
6. "This Used to Be My Playground"
7. "Live to Tell"
8. "Love Don't Live Here Anymore"
9. "Something to Remember"
10. "Forbidden Love"
11. "One More Chance"
12. "Rain"
13. "Oh Father"
14. "I Want You"

## Listplaceringar
| Lista (1995-1996)   | Topplacering |
| ------------------- | ------------ |
| Australien          | 1            |
| Belgien (Flandern)  | 9            |
| Belgien (Vallonien) | 4            |
| Finland             | 1            |
| Frankrike           | 61           |
| Nederländerna       | 19           |
| Norge               | 6            |
| Nya Zeeland         | 8            |
| Schweiz             | 3            |
| Sverige             | 3            |
| Österrike           | 1            |

### Fotnoter
1. ↑  ”Madonna”. Arkiverad från originalet den 13 maj 2011. https://web.archive.org/web/20110513022116/http://madonna.com/discography/index/album/albumId/23/. Läst 25 maj 2011.
2. ↑  Erlewine, Stephen Thomas. "Something to Remember – Madonna". Allmusic. Rovi Corporation. Läst 14 september 2013.
3. ↑  ”Listplacering”. http://australian-charts.com/showitem.asp?interpret=Madonna&titel=Something+To+Remember&cat=a. Läst 25 maj 2011.
4. ↑  ”Listplacering”. http://www.ultratop.be/nl/showitem.asp?interpret=Madonna&titel=Something+To+Remember&cat=a. Läst 25 maj 2011.
5. ↑  ”Listplacering”. http://www.ultratop.be/fr/showitem.asp?interpret=Madonna&titel=Something+To+Remember&cat=a. Läst 25 maj 2011.
6. ↑  ”Listplacering”. http://finnishcharts.com/showitem.asp?interpret=Madonna&titel=Something+To+Remember&cat=a. Läst 25 maj 2011.
7. ↑  ”Listplacering”. http://lescharts.com/showitem.asp?interpret=Madonna&titel=Something+To+Remember&cat=a. Läst 25 maj 2011.
8. ↑  ”Listplacering”. http://dutchcharts.nl/showitem.asp?interpret=Madonna&titel=Something+To+Remember&cat=a. Läst 25 maj 2011.
9. ↑  ”Listplacering”. http://norwegiancharts.com/showitem.asp?interpret=Madonna&titel=Something+To+Remember&cat=a. Läst 25 maj 2011.
10. ↑  ”Listplacering”. Arkiverad från originalet den 5 mars 2012. https://web.archive.org/web/20120305191916/http://charts.org.nz/showitem.asp?interpret=Madonna&titel=Something+To+Remember&cat=a. Läst 25 maj 2011.
11. ↑  ”Listplacering”. http://hitparade.ch/showitem.asp?interpret=Madonna&titel=Something+To+Remember&cat=a. Läst 25 maj 2011.
12. ↑  ”Listplacering”. http://swedishcharts.com/showitem.asp?interpret=Madonna&titel=Something+To+Remember&cat=a. Läst 25 maj 2011.
13. ↑  ”Listplacering”. http://austriancharts.at/showitem.asp?interpret=Madonna&titel=Something+To+Remember&cat=a. Läst 25 maj 2011.